# Frunză

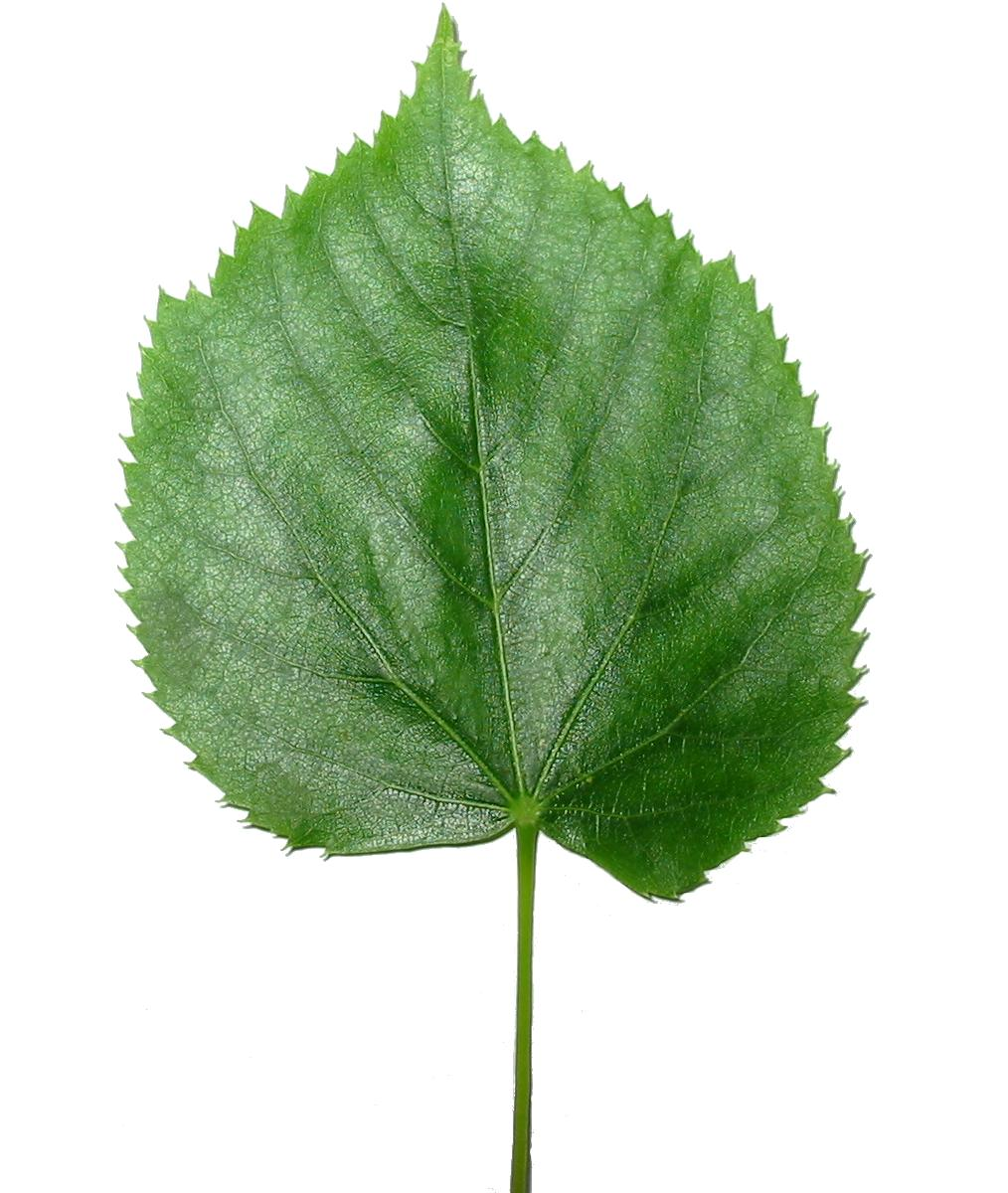
Frunză de tei

Frunza este un organ vegetativ lateral al tulpinii sau ramurilor, de formă plată, care îndeplinește funcția fundamentală în procesul de fotosinteză, dar servind și la respirație și transpirație.

## Caracteristici
Forma plată a acestui organ vegetativ este o caracteristică a spermatofitelor și reprezintă o adaptare și o perfecționare pentru ca țesutul asimilator propriu-zis să se organizeze pe o suprafață cât mai mare.
Frunza se deosebește de celelalte două organe vegetative normale (rădăcina și tulpina) nu numai prin formă, ci și prin simetria bilaterală, creștere definită (limitată), durată scurtă de viață, structură dorsiventrală. Frunzele au dimensiuni mult mai reduse decât celelalte două organe vegetative ale majorității plantelor, dar, prin numărul lor foarte mare, însumează o suprafață uriașă, pentru a-și putea îndeplini rolurile principale.
După apariție, frunzele se maturizează în câteva zile și ating dimensiunile specifice unor frunze mature: toate țesuturile meristematice suferă diferențiere celulară, trec în țesuturi definitive și creșterea încetează. Astfel se explică una dintre proprietățile frunzei, aceea de a prezenta o creștere limitată. Singura excepție este reprezentată de frunza de Welwitschia mirabilis, care crește continuu, pe toată durata de viață a plantei.
În dezvoltarea filogenetică cele dintâi expansiuni ale talului, asemănătoare frunzelor (filoide) au apărut la algele brune, dar acestea nu sunt omologe frunzelor plantelor superioare.
Frunzele mici ale mușchilor reprezintă cea mai simplă frunză din punct de vedere morfologic și structural. Acestea au un țesut liberian primitiv, nu au vase lemnoase și deci nu sunt omologe frunzelor plantelor superioare.
Frunza propriu-zisă apare la ferigi, iar la spermatofite ea are cea mai evoluată organizare.

## Funcții
Funcțiile principale ale frunzei sunt: fotosinteza, transpirația și respirația.
Fiind cel mai plastic organ vegetativ al plantei, frunza se poate metamorfoza, adaptându-se pentru îndeplinirea altor funcții: de protecție, de absorbție, de depozitare a substanțelor de rezervă și a apei, de înmulțire vegetativă.

## Morfologie

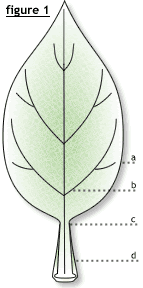
Alcătuirea frunzei

### Părțile componente
O frunză completă este formată din trei părți: limb, pețiol și bază (teacă).
1. Limbul este partea verde cea mai importantă a frunzei. După alcătuirea limbului, frunzele sunt de două categorii: simple și compuse. Frunzele simple sunt caracteristice monocotiledonatelor și multor dicotiledonate, iar cele compuse sunt frecvente la unele dicotiledonate. Forma limbului diferă de la o plantă la alta și poate fi:
a. Eliptică - întâlnită la Fagus sylvatica, Viburnum lantana, caracterizându-se prin diametrul transversal mai scurt decât cel longitudinal, întretăierea lor făcându-se la mijlocul limbului.

b. Ovală - întâlnită la Pyrus communis, Prunus avium, prezintă tot diametre inegale, dar întretăierea lor se face în treimea inferioară a limbului.

c. Circulară - întâlnită la Populus tremula, Celastrus orbiculatus, are diametrele egale și întretăierea lor se face la mijlocul limbului.

Dintre celelalte forme, derivate din primele trei, menționăm: cordiformă, asemănătoare cu o inimă, ca la Tilia cordata (tei pucios); lanceolată, cu diametrul longitudinal de cel puțin 3-4 ori mai lung decât cel transversal, ca la Salix alba (salcie albă); liniară, ca la Gramineae; aciculară, ca la Pinus, Abies, Picea; filiformă, ca la frunzele submerse de Ranunculus aquatilis (piciorul-cocoșului-de-apă).

2. Pețiolul servește, pe de o parte, la circulația sevei brute spre limb și a celei elaborate spre tulpină, iar pe de altă parte, la orientarea limbului în poziția cea mai favorabilă în raport cu lumina. Pețiolul are și rol mecanic, de susținere a limbului când acesta este lovit de stropii de ploaie, de gheață sau când este bătut de vânt. Când pețiolul lipsește, frunzele se numesc sesile.
3. Baza frunzei (teaca) se fixează de tulpină. Uneori ea este o simplă dilatație a părții inferioare a pețiolului, ca la Ranunculus ficaria, alteori ea se dezvoltă într-o teacă sau vagină, care înconjoară tulpina pe o anumită lungime; această teacă este foarte umflată și voluminoasă la Umbelliferae.

### Filotaxie
Filotaxia reprezintă modul de dispoziție a frunzelor pe tulpină. Inserția frunzelor pe tulpină se face în dreptul nodurilor; la un nod se pot insera una sau mai multe frunze, într-o ordine caracteristică unităților taxonomice.
Dispunerea alternă (în spirală) a frunzelor se caracterizează prin inserția la fiecare nod a unei singure frunze. Prin punctele de inserție ale frunzelor se poate duce o linie în spirală, în ordinea apariției mugurilor foliari pe tulpină (spirală generatoare). Segmentul de spirală care unește două frunze vecine situate una sub alta pe aceeași linie verticală și paralelă cu axa tulpinii se numește ciclu. Un ciclu poate cuprinde o singură rotație în jurul tulpinii, care să unească cele două frunze, sau mai multe rotații. La capetele porțiunii de spirală se află cele două frunze așezate pe aceeași linie verticală.
Dispunerea opusă a frunzelor se caracterizează prin inserția la același nod a două frunze, în mod opus, de o parte și de alta a tulpinii. De regulă, frunzele unui nod sunt așezate într-un plan perpendicular pe cel al frunzelor de la nodul alăturat, superior sau inferior. Astfel, toate nodurile cu soț au frunzele dispuse în același plan, iar nodurile fără soț au frunzele în alt plan, perpendicular pe primul. Această așezare a frunzelor se numește decusată și este întâlnită la specii din familia Lamiaceae, la Urtica dioica, Syringa vulgaris ș.a.
Dispunerea verticilată se caracterizează prin inserția la fiecare nod a trei (Nerium oleander) sau a mai multor frunze (Asperula odorata).

### Tipuri de frunze
- rotundă;
- ovală;
- cordată;
- palmată;
- lanceolată;
- sagitată;
- aciculară;
- fistulară;
- zimțată;
- sinuată;
- lobată;
- în rozetă;

### Nervațiunea frunzelor
Nervațiunea frunzei reprezintă modul de aranjare a nervurilor (zona fasciculelor conducătoare) în limb. În funcție de grosimea și de poziția lor în limb, nervurile sunt: principale, secundare, terțiare ș.a.m.d. , iar cele de ultim ordin se anastomozează în mare proporție.
Frunzele pot avea o singură nervură principală (la majoritatea dicotiledonatelor) sau mai multe (la monocotiledonate).
Frunzele cu o singură nervură principală se clasifică în :
- frunze uninerve, cu nervura dispusă central și longitudinal (la Pinus sylvestris, Elodea canadensis);
- frunze penatinerve, care au o nervură principală, de la care pornesc lateral, de o parte și de alta a sa, nervuri secundare; frunzele cu nervațiunea penată se găsesc la majoritatea plantelor erbacee, dicotiledonate; când nervurile secundare, terțiare se întretaie și formează o rețea vizibilă, mai ales pe fața inferioară, nervațiunea este reticulată (la Digitalis purpurea, Hamamelis virginiana, Salvia officinalis);
- frunze palmatinerve, cu o nervură principală scurtă, de la care pornesc ramificații în mod palmat (la Acer platanoides, Malva sp. ).

Frunzele cu mai multe nervuri principale(3-5 sau mai multe) pot avea următoarele tipuri de nervațiune:
- nervațiune arcuată, când nervurile principale sunt dispuse în mod arcuat față de cele două margini ale frunzei (la Convallaria majalis, Gentiana lutea);
- nervațiune dichotomică, când nervurile principale se ramifică dichotomic (la Ginkgo biloba);
- nervațiune paralelă, cînd nervațiunile principale sunt paralele unele cu altele.

## Anatomie

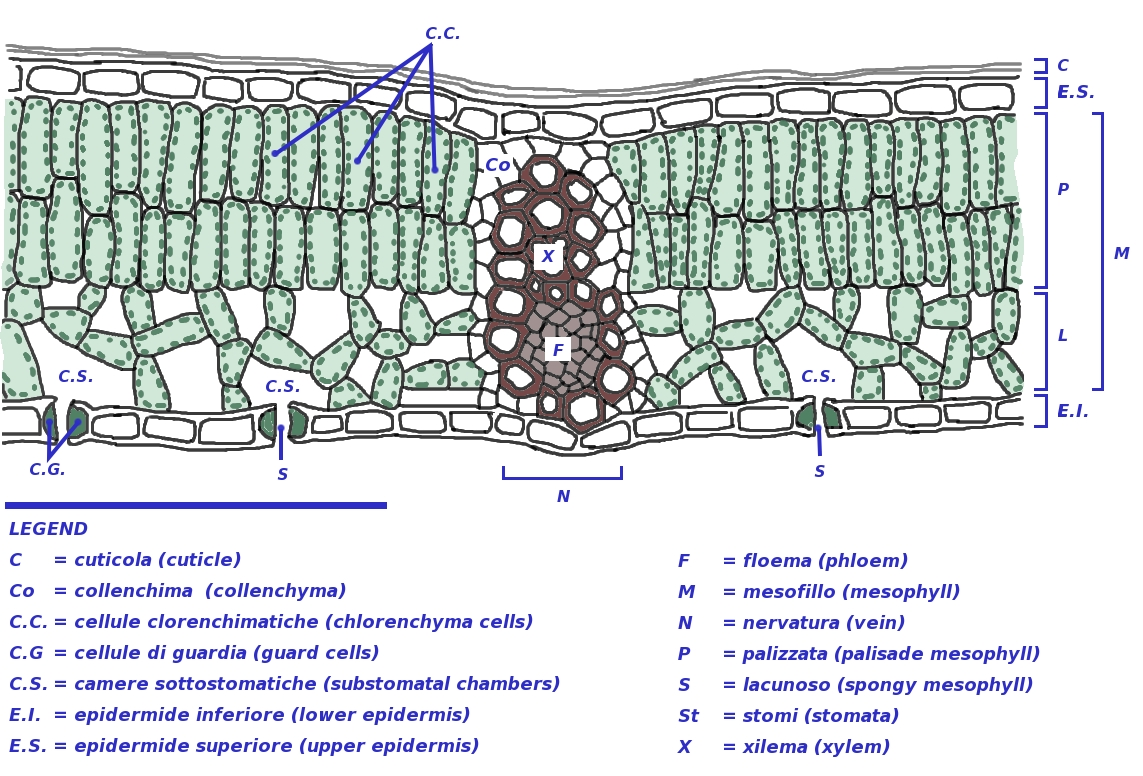
Anatomia frunzei

### Structura pețiolului
Pețiolul este partea din frunză care servește la conducerea sevei brute și a celei elaborate spre și dinspre limb. Se aseamănă cu tulpina, dar de obicei este monosimetric, planul de simetrie trecând prin partea de mijloc a feței dorsale și prin cea a feței ventrale.
Țesuturile care alcătuiesc pețiolul, observate într-o secțiune transversală, sunt: epiderma, parenchimul fundamental și fasciculele conducătoare libero-lemnoase.
- Epiderma este asemănătoare cu cea a tulpinii; poate prezenta stomate, peri tectori, mai rar peri glandulari. Este cutinizată, cerificată sau mineralizată.
- Parenchimul fundamental se aseamănă cu parenchimul cortical al tulpinii: primele straturi de celule sunt colenchimatoase (colenchim tabular sau angular), conferind elasticitate și soliditate pețiolului; stratul următor conține cloroplaste; urmează parenchimul fundamental propriu-zis în care se pot găsi fibre lignifiate, latex (la Papaveraceae), canale secretoare (la Umbelliferae), tanin, oxalat de calciu ș.a.; ultimul strat al parenchimului este endoderma, unică la structurile monostelice (la Vinca sp., Prunus sp.) sau mai multe endoderme la structurile polistelice (la Plantago sp., Trifolium sp.). Plantele lipsite de endodermă în structura tulpinii nu prezintă endodermă nici în pețiol.
- Fasciculele libero-lemnoase se dispun, de regulă, în formă de arc de cerc (la Plantago sp.), în formă de V (la Veratrum album) sau în cerc, dacă sunt mai multe fascicule conducătoare.Fasciculele libero-lemnoase sunt colaterale-închise, cu lemnul și liberul orientate ca și în cazul nervurilor limbului.

### Structura limbului
Dupa forma limbului, frunzele pot fi:
1. ovale;
2. rotunde;
3. aciculare (în formă de ac);
4. sagitate (în formă de săgeată);
5. cordate (în formă de inimă);
6. liniare (în formă de linie);
7. lanceolate (în formă de lance/sabie);
8. fistulare (în formă de fistule).

Dupa alcatuirea limbului, frunzele pot fi:
1. simple;
2. palmate;
3. paripenat compuse;
4. imparipenat compuse.

După marginea limbului ,frunzele pot fi:
1. întregi;
2. zimțate;
3. sinuate;
4. lobate.

După dispoziția frunzelor pe tulpină pot fi:
1. alterne;
2. opuse;
3. verticilate;
4. în rozetă.

## Fiziologie

### Eliminarea apei din plante
Eliminarea apei se face fie sub formă de vapori prin fenomenul de transpirație prin  stomate, fie sub formă de picături prin fenomenul de gutație.
Transpirația este un proces propriu plantelor terestre și reprezintă pierderea unei însemnate cantități de apă absorbită la nivelul rădăcinii și preluată de vasele conducătoare lemnoase. Ajuns la nivelul frunzelor, excesul de apă este eliminat. Suprafața mare de contact cu atmosfera, stomatele numeroase (mai ales pe epiderma inferioară), mezofilul bogat în cloroplaste și spațiile intercelulare din țesutul lacunar contibuie la o activitate fotosintetică ridicată și, deci, la o transpirație intensa.
Transpirația determină absorbția pasivă a apei cu substanțele minerale, asigură circulația ascendentă a acesteia, precum și turgescența normală a tuturor celulelor și menține constanta temperatura organismului vegetal.
În procesul de transpirație, apa este eliminată în atmosferă mai ales prin stomate și mai puțin prin cuticula epidermei.
- Transpirația cuticulară este redusă la frunzele mature și la frunzele plantelor de umbră și mai intensă la frunzele tinere, ale căror celule epidermice au o cuticulă subțire.
- Transpirația prin stomate pentru plantele de lumină este de circa 10 ori mai intensă decât prin cuticulă. Stomatele execută mișcări de deschidere și de închidere, ceea ce constituie principalul mijloc de reglare a intensității transpirației. Cantitate de apă eliminată astfel este proporțională cu gradul de deschidere a stomatelor, iar viteza difuziei vaporilor de apă este direct proporțională cu suprafața și cu diametrul ostiolei.

Stomatele se deschid dimineața sub influența luminii (reacția fotoactivă), când celulele stomatice au un grad de turgescență mai mare decât celulele anexe. Gradul de deschidere atinge un maximum la amiază, în condiții însorite, când pătrunderea CO2 necesar fotosintezei este mai intensă. Aceste fenomene determină transpirația frunzelor la    o intensitate ridicată.
Ca fenomen fiziologic, transpirația este influențată de factori interni și externi. Dintre factorii interni se pot aminti : mărimea frunzelor și poziția lor pe tulpina și ramuri, cantitatea de clorofilă din clorenchimuri, numărul stomatelor și deschiderea acestora ș.a. Dintre factorii externi se pot menționa: temperatura, umiditatea și lungimile de undă ale radiațiilor luminoase, precum și prezența anumitor substanțe chimice, care pot mări sau micșora permeabilitatea membranelor celulare.
Gutația este procesul fiziologic de eliminare a apei în stare lichidă, sub formă de picături. Acest fenomen se datorează diferenței de temperatură dintre aer și sol și are loc în primele ore ale dimineții, primăvara și vara, când după zilele foarte călduroase urmează nopți răcoroase. Aceasta se explică prin dezechilibrul care se produce între absorbția radiculară, intensă noaptea datorită temperaturii relativ ridicate la nivelul rădăcinii și transpirația redusă dată de temperaturile scăzute din aer, iar stomatele se închid prin reacția fotoactivă.
Gutația se produce, mai ales, în vârful frunzelor la plantele superioare, prin hidatode active și pasive.
Prin gutație este evitată asfixierea celulelor, care s-ar putea produce prin umplerea spațiilor intercelulare cu apă. Este eliminat excesul de apă, în care sunt dizolvate mici cantități de substanțe minerale și organice produse de catabolism.

### Fotosinteza
Fotosinteza este un proces de fixare a dioxidului de carbon din atmosferă de către plantele verzi (cu clorofilă), în prezența radiațiilor solare, cu eliminare de oxigen și formare de compuși organici (glucide, lipide, proteine) foarte variați. Deși apa participă în fotosinteză, ca și dioxidul de carbon, ea nu constituie, nici chiar când este în cantități reduse, un factor limitant pentru toate speciile.Fotosinteza are loc în cloroplaste și în zona citoplasmei care le înconjoară.La nivelul cloroplastelor alături de  clorofila a, pigmentul principal de altfel, se mai găsesc și :
- Clorofilă b, clorofilă c
- Carotenoide
- Flavonoide
- Pigmenți ficobilinici

Procesele chimice complexe care au loc în fenomenul de fotosinteză se realizează în două faze : faza luminoasă (faza fotochimică sau faza Hill) și faza de întuneric (ciclul lui Calvin sau faza Blackmann).
- Faza de lumină cuprinde următoarele etape:

-fotoactivarea pigmenților clorofilieni prin absorbția energiei solare;
-fotoliza apei;
-fotofosforilarea și formarea NADPH prin reducerea NADP+ ;
-absorbția CO2 din atmosferă.
- Faza de întuneric se caracterizează prin fixarea CO2 pe o substanță preexistentă și formarea produșilor organici primari, în care se fixează energia acumulată inițial în ATP și NADPH.

### Asimilația
Asimilează carbonul (CO2) in procesul de fotosinteză.Se depozitează substante de rezervă precum amidonul, apa (cactus, etc.), aer la plante acvatice (nufar, parenchim aerifer, ferigi).

### Respirația
Pentru desfasurarea tuturor activitatilor plantele au nevoie de energie. Pentru aceasta se ard o parte a substantelor organice proprii (substanțe din structura organismului) ce se transforma in energie.
Exista doua tipuri de respiratie la plante: aeroba si anaeroba.

#### Respirația aerobă
Prin respiratia aeroba sunt degradate substantele organice proprii cu consun de oxigen si rezulta compusi anorganici H20 si CO2 + energie.

#### Respirația anaerobă
Acest tip de respirație are loc doar când oxigenul lipsește și poate satisface nevoile organismului un timp limitat și scurt.
Respiratia anaeroba degradează incomplet substantele organice proprii rezultând alte substante organice (cu moleculă mai mică) + energie. De aceea energia produsa este foarte mica.

### Adaptarea frunzei la mediu
Ca urmare a acțiunii factorilor de mediu apar frunzele metamorfozate, cu roluri fiziologice diferite.
- Frunzele transformate parțial sau total în spini au rol protector și apar astfel:

-întreaga frunză se transformă într-un spin simplu sau ramificat ( la Berberis vulgaris, Opuntia sp.,);
-partea terminală a lobilor foliari se transformă în spini (la Carduus acanthoides, Xantium spinosum);
-limbul cade și pețiolul rămas se transformă în spin (la Pelargonium spinosum);
-foliolele se desprind și rahisul se transformă în spin (la Astragalus gummifer);
-stipelele se transformă în spini (la Robinia pseudacacia).
- Frunzele agățătoare sau transformate în cârcei sunt:

-frunze întregi transformate în cârcei, fotosinteza fiind îndeplinită de stipelele dezvoltate (la Lathyrus sp.);
-vârful frunzei transformat în cârcel (la Pisum sativum, Vicia sativa);
-pețiolurile transformate în cârcei (la Clematis vitalba);
-stipelele metamorfozate în cârcei (la Smilax sp.)
- Frunzele cu funcție de nutriție mixotrofă. Deși capabile de fotosinteză, plantele carnivore au nevoie de un surplus de substanțe minerale, în special azotate, pe care le iau din corpul insectelor. Ele prezintă adaptări morfo-anatomice, în special ale frunzelor, care au devenit adevărate capcane pentru insecte sau pentru animale mici. Dintre plantele care au nutriție mixotrofă se pot aminti specii din genurile Drosera, Utricularia, Sarracena, Cephalotus, Nepenthes ș.a.

- Frunzele cu rol de depozitare sunt cărnoase și conțin cantități mari de apă și substanțe nutritive. Ele pot avea și rol fotosintetizator (frunzele de Aloe sp., Agave sp.).

- Frunzele mirmecofile sunt frunze sau stipele la care limbul, în partea bazală, formează pungi sau cămăruțe în care se adăpostesc furnicile. Între planta gazdă și aceste insecte este o relație de simbioză: furnicile folosesc frunzele ca adăpost și depozit de hrană, iar planta este apărată de către furnici împotriva altor insecte sau a animalelor.

- Frunzele reduse sunt frunze transformate în scuame sau solzi. Ele se găsesc pe tulpini subterane, dar și în cazul unor tulpini aeriene ale unor plante de sărătură sau de deșert. Unele plante, cum sunt majoritatea speciilor din familiile Euphorbiaceae și Cactaceae din regiunile aride, au tulpini complet lipsite de frunze sau, dacă se formează, cad de timpuriu. Aceste plante se numesc afile și tulpinile lor asimilatoare sunt prevăzute cu spini de origine epidermică.

- Frunzele submerse sau rizofilele au aspect de rădăcini, cu rol de absorbție a apei cu sărurile minerale. De exemplu, la Salvinia natans, frunzele metamorfozate în rizofile sunt analoge cu rădăcina, dar omologe cu frunzele normale.

- Frunzele transformate în urne cu substanțe hrănitoare sunt frunze metamorfozate în adevărate buzunare în care se adună humus și se condensează apa de transpirație. De exemplu, la Dischidia rafflesiana, dicotiledonată epifită, rădăcinile adventive de pe tulpini sau de la baza pețiolului absorb apa cu sărurile minerale din aceste urne.

## Vezi și
- Foliaj